# Осиновая Роща
Оси́новая Ро́ща (фин. Haapakangas) — исторический район в составе  внутригородского муниципального образования Санкт-Петербурга посёлка Парголово, расположенный на севере Санкт-Петербурга, в районе пересечения Выборгского и Приозерского шоссе (А129), близ кольцевой автодороги. В Осиновой Роще находится усадьба Вяземских, расположенная над Дворцовым (Средним Осиновым) озером и включённая в состав культурно-исторического наследия ЮНЕСКО.

## История

### XVI—XVII века
Впервые деревня Осиновая Роща упоминается в 1500 году в «Переписной окладной книге Водской пятины», как Хабаканка (искажённое Хапакангас), всего же в Воздвиженском Коробосельском погосте под названием Хабаканка насчитывалось 8 деревень.
Затем картографическое упоминание — селение Hapakonagas происходит в 1630-х годах на карте Нотебургского лена, начерченной П. Васандером.

### XVIII век
В 1710 году Пётр I подарил имение Осиновая Роща генерал-адмиралу Ф. М. Апраксину.
В 1765 году усадьбу купил граф Г. Г. Орлов.
В 1765 году её приобрела казна.
В 1777 году Екатерина II подарила мызу Осиновая Роща графу Г. А. Потёмкину.
Во времена Екатерины II в Осиновой Роще была сооружена земляная крепость (редут) для защиты Санкт-Петербурга с севера.
После смерти Г. А. Потёмкина имение было взято в казну и передано в аренду английскому купцу Шарпу.
В 1797 году Павел I передал мызу Осиновая Роща в потомственное владение генерал-майорше Анне Федоровне Манахтиной (Огородниковой).
В конце XVIII — начале XIX веков был создан дворцово-парковый ансамбль, который включает в себя парк «Осиновая роща», деревянный дворец в стиле классицизма, конюшенный и каретный корпуса.

### XIX век
В 1821 году Александр I подарил мызу министру юстиции князю П. В. Лопухину.
В 1827 году мыза перешла по наследству княгине Е. Н. Лопухиной.

ОСИНОВАЯ РОЩА — мыза, принадлежит Лопухиной, княгине действительной тайной советнице;

При оной деревни:

1) Порошкина — жителей по ревизии 110 м. п., 135 ж. п. 

2) Кориселка — жителей по ревизии 100 м. п., 117 ж. п. 

3) Мисталова — жителей по ревизии 129 м. п., 172 ж. п. 

4) Сярки — жителей по ревизии 44 м. п., 49 ж. п. 

5) Менцары — жителей по ревизии 69 м. п., 77 ж. п. 

6) Лупполово — жителей по ревизии 64 м. п., 73 ж. п. 

7) Серполово — жителей по ревизии 32 м. п., 35 ж. п. 

8) Чёрная речка — жителей по ревизии 8 м. п., 7 ж. п. 

Влево от дороги:

9) Дыбуня — жителей по ревизии 9 м. п., 9 ж. п. 

10) Юкки — жителей по ревизии 41 м. п., 72 ж. п. 

Мельница водяная, содержимая мещанином Пролубщиковым. (1838 год)

В 1839 году мыза перешла по наследству её сыну Павлу.
В 1847 году мызу купил генерал-лейтенант Василий Васильевич Левашов.
В 1848 году мыза перешла по наследству его сыновьям Николаю и Владимиру.

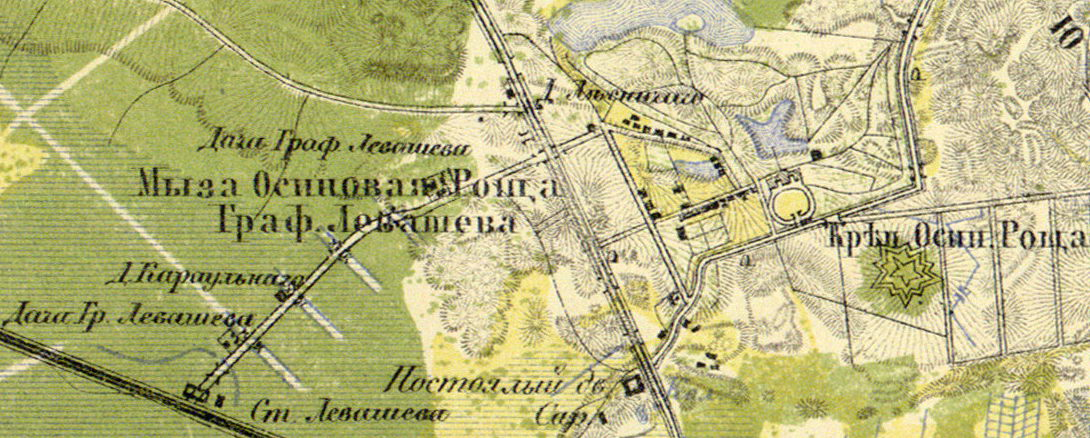
План мызы Осиновая Роща. 1860 год

ОСИНОВАЯ РОЩА — мыза владельческая, при озере безымянном, по Выборгскому шоссейному почтовому тракту; 7 дворов, жителей 65 м. п., 52 ж. п.; Церковь Православная. Волостное правление. (1862 год)

Со второй половины XIX века, после постройки Финляндской ж. д. (1870), Осиновая Роща — дачный посёлок.

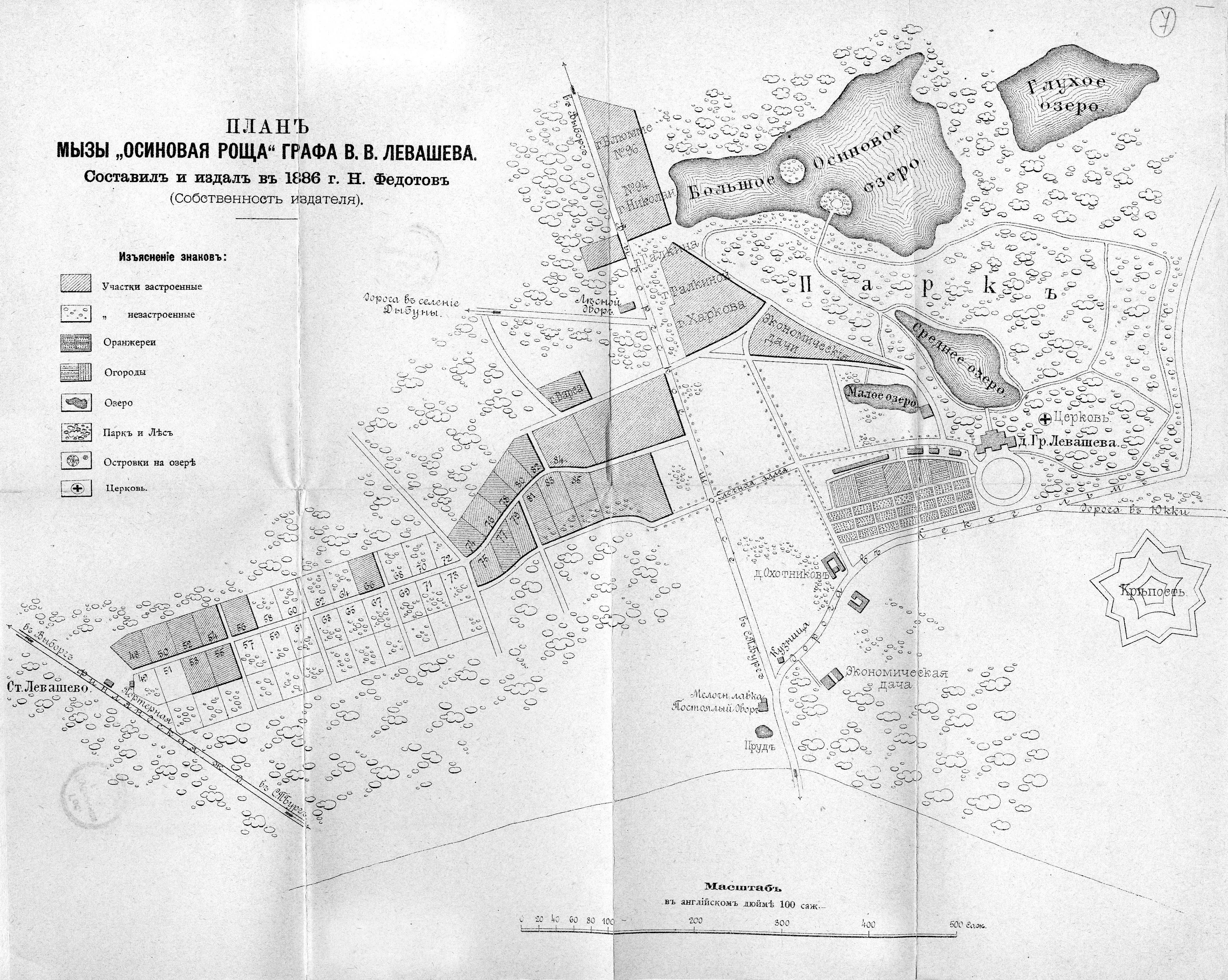
План мызы Осиновая Роща. 1886 год

Согласно материалам по статистике народного хозяйства Санкт-Петербургского уезда 1891 года имение Осиновая Роща площадью 9624 десятины принадлежала графу В. В. Левашову. В имении были устроены парники и оранжереи, 12 дач с 40 службами сдавались в аренду, так же сдавались в аренду 3 трактира и 4 лавки. В имении были свой кирпичный и торфяный заводы, паровая мельница и лесопилка.
Последними владельцами мызы Осиновая Роща были графиня Екатерина Владимировна Левашова и княгиня Мария Владимировна Вяземская, им принадлежало по 4800 десятин земли каждой.
В конце XIX — начале XX века мыза административно относилась к Осинорощенской волости 3-го стана Санкт-Петербургского уезда одноимённой губернии.

### Первая половина XX века
В начале XX века здесь был зоопарк, где содержались на воле различные животные, включая ручного льва князя Вяземского. В июле 1914 года вышла большая статья об этом зоопарке в журнале «Вокруг света». Последнее упоминание о нём содержится в архивных документах лета 1917 года.

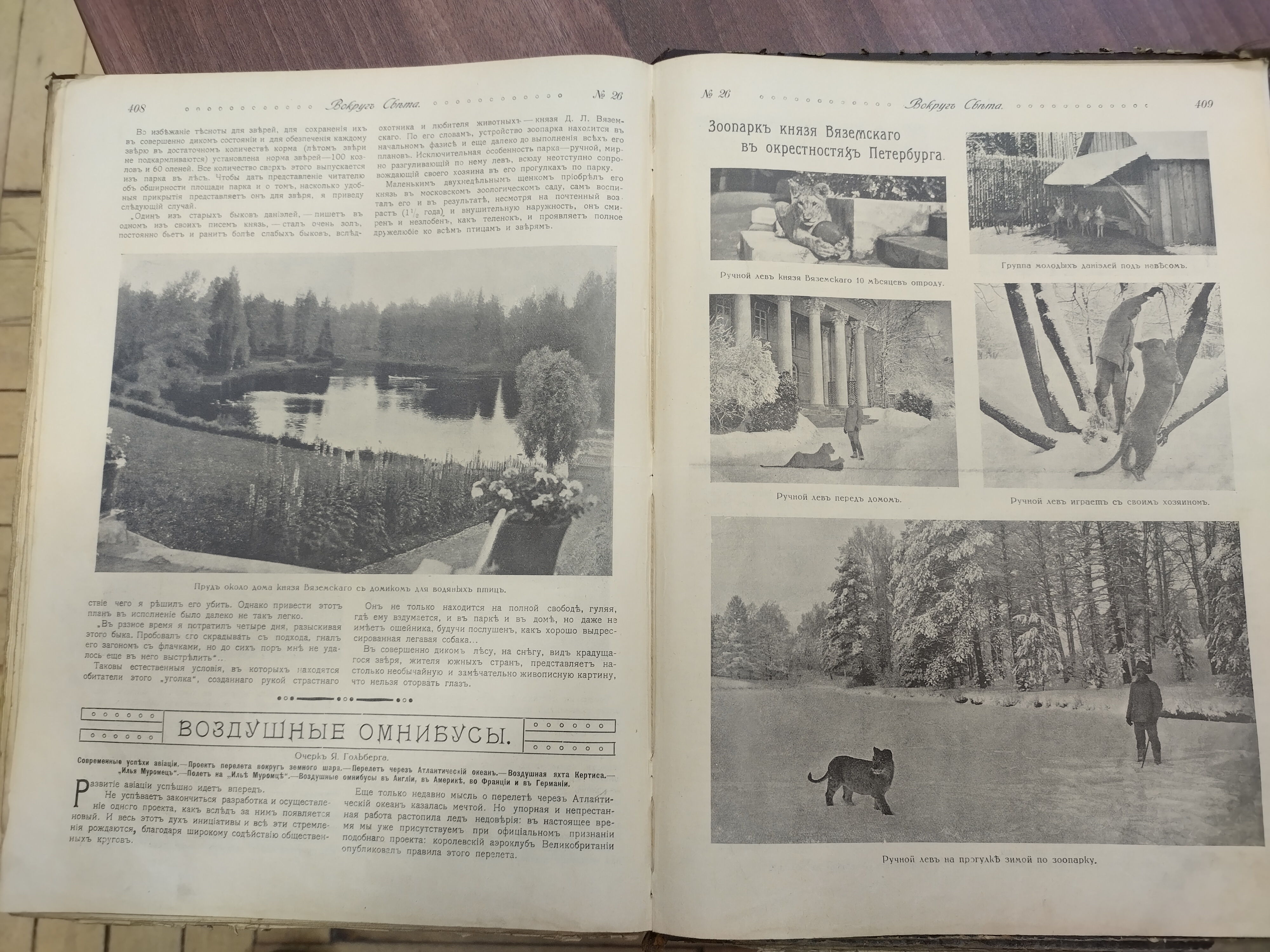
Статья про зоопарк в Осиновой Роще, журнал «Вокруг света», 1914, № 26, окончание и фотографии кн. Вяземского с ручным львом

В 1905 году в Осиновой Роще ещё работал торфяной завод графа Левашова. В начале XX века на части распроданных земель в западной части возникла Графская колония (современный посёлок Песочный).
На февраль 1917 года мыза и деревня Осиновая Роща принадлежали Осинорощинской волости Петроградского уезда Петроградской губернии. Осинорощинская волость с центром в деревне Порошкино, была вновь образована в начале 1918 года и входила в состав 2-го Северного района Петроградской губернии, ликвидирована летом 1922 года.
По данным губернской переписи 1920 года национальный состав населения Осинорощинской волости выглядел следующим образом:
- финны — 2544 (89,67 %)
- русские — 268 (9,34 %)
- эстонцы — 25 (0,88 %)

С 1918 по 1922 год деревня Осиновая Роща находилась в составе Левашовской волости Петроградского уезда.
С 1922 по 1927 год деревня Осиновая Роща находилась в составе Левашовского сельсовета Парголовской волости.

«ОСИНОВАЯ РОЩА» — совхоз Левашовского сельсовета Парголовской волости, 74 хозяйства, 202 души.

Из них: русских — 45 хозяйств, 120 душ; финнов-суоми — 16 хозяйств, 42 души; эстов — 5 хозяйств, 13 душ; поляков — 3 хозяйства, 15 душ; латышей — 4 хозяйства, 10 душ; татар — 1 хозяйство, 2 души. (1926 год)

С 1927 по 1930 год в составе Парголовского района.
С 1930 по 1936 год в составе Ленинградского Пригородного района.
С 1936 по 1950 год вновь в составе Парголовского района.
В 1920—1930-х годах в имении работал совхоз «Осиновая роща». Его специализация — молочное животноводство и овощеводство, а также это был единственный из совхозов области, разводящий кроликов.

ОСИНОВАЯ РОЩА — деревня Левашовского сельсовета Парголовского района, 817 чел. (1939 год)

На территории Осиновой Рощи находятся Большое, Малое и Среднее Осиновые озера, а немного восточное их — так называемое Глухое озеро (Випуть-ярви). В современном обиходе озёра именуются Большим, Банным (на берегу этого озера до конца 1970-х годов стояла кирпичная баня), Дворцовым (на берегу озера располагался сгоревший дворец Вяземских) и Глухим.

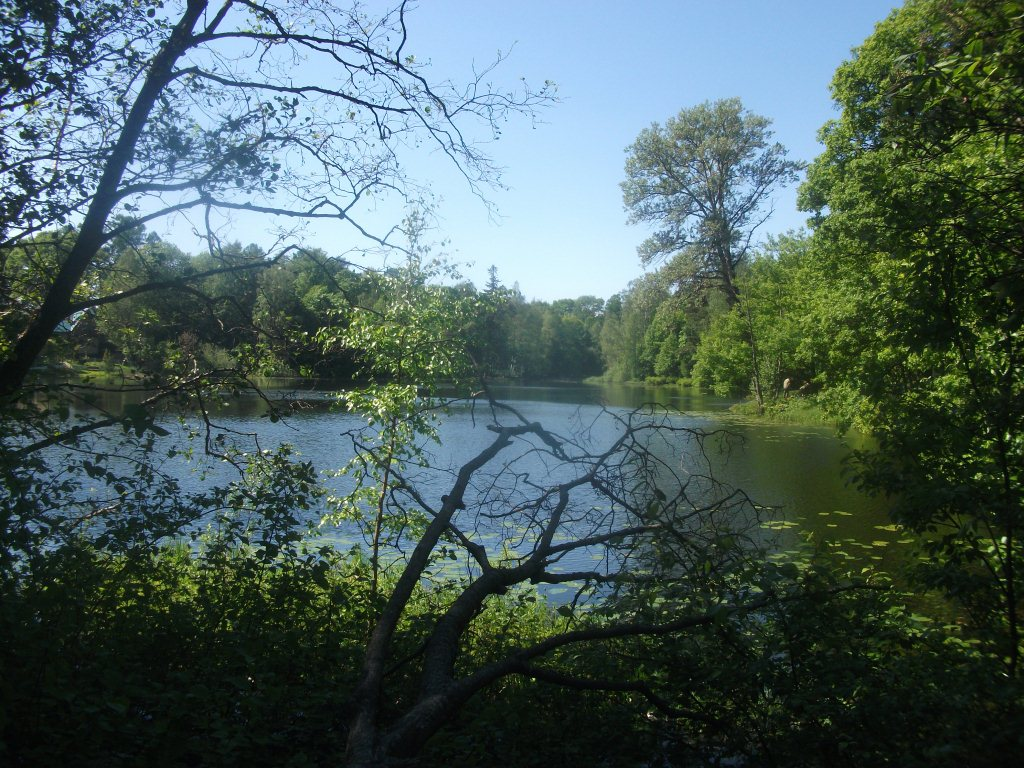
Дворцовое озеро
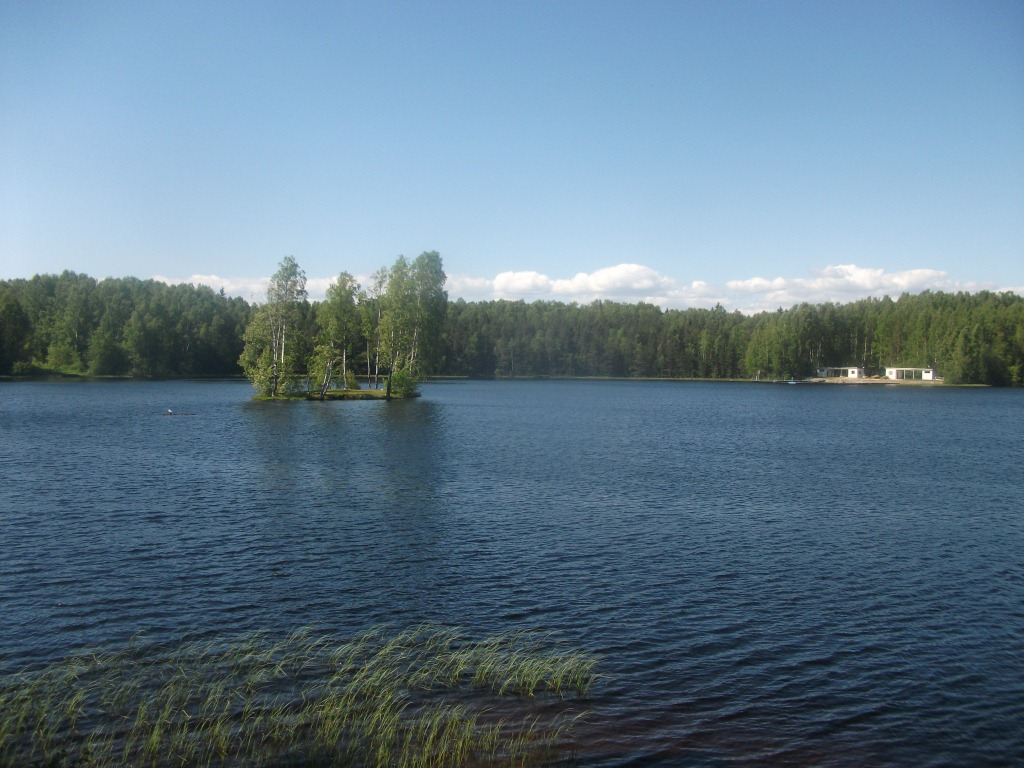
Большое озеро, Осиновая Роща
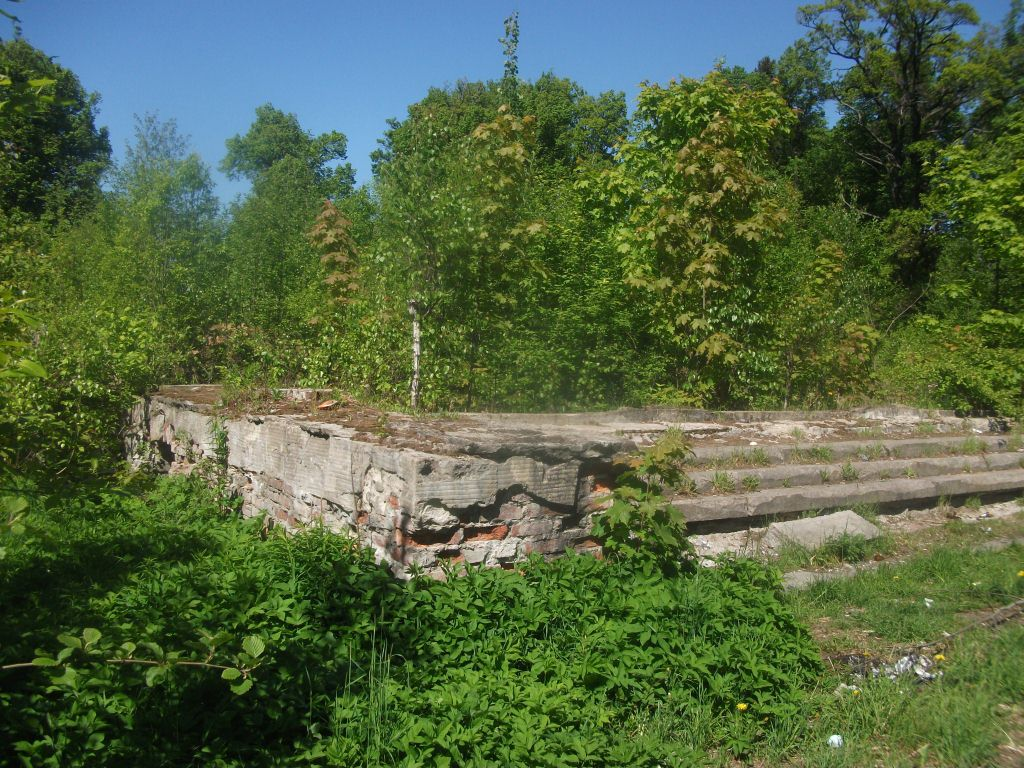
Дворец Вяземских, руины, 2012 год
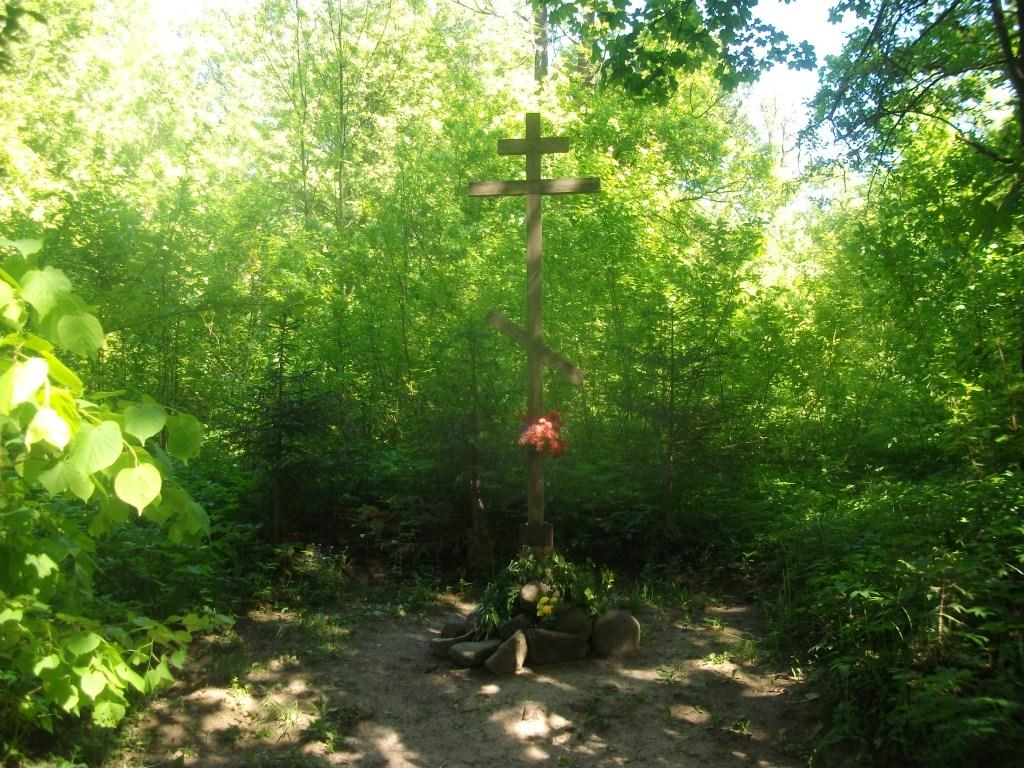
Крест на месте разрушенной церкви св. Василия Великого (предполагается её восстановление)
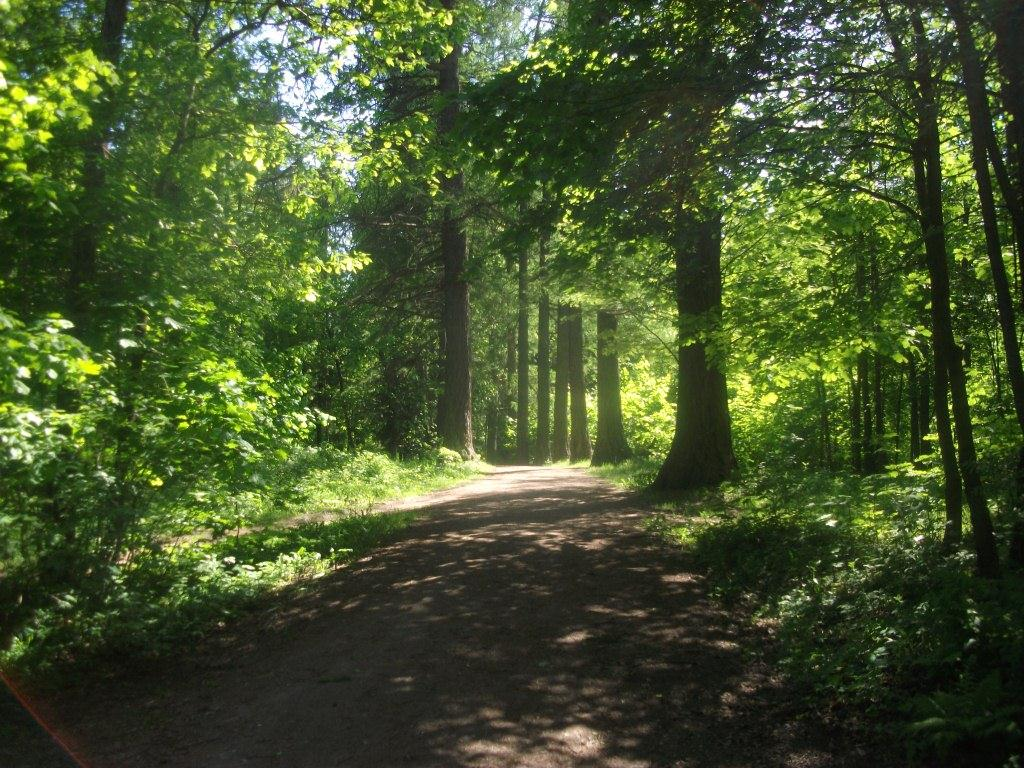
Аллея из сибирской лиственницы (Larix sibirica) в парке «Осиновая Роща»

В 1930 году в Левашовском дворце (Осиновая Роща) размещался сельхозтехникум, в усадьбе — молочная ферма.
В 1940 году население деревни Осиновая Роща составляло 110 человек.
В мае-июне 1944 года в Парголово, Левашово, Сертолово, Песочном (Графское), Юкки располагались части 21 армии Ленинградского фронта. В том числе гаубичные артиллерийские полки 1211 и 1227 (67 гаубичная артиллерийская Ленинградская бригада) — в самой Осиновой Роще.
1 мая 1950 года деревня Осиновая Роща была включена в состав рабочего посёлка Левашово.

## Современность
В Осиновой Роще на Межозёрной улице располагается комплекс зданий бывшей дачи Ленинградского обкома КПСС, до настоящего времени именуемой в обиходе «Дача Романова» (имеется в виду Г. В. Романов, первый секретарь Ленинградского обкома в 1970-е — начале 1980-х гг.). Сейчас этот комплекс принадлежит Центральному банку Российской Федерации.
После строительства Кольцевой автодороги в Осиновой Роще развернулось бурное строительство объектов торговой и транспортной инфраструктуры, в основном при пересечении КАД и Выборгского шоссе. Был построен таможенно-логистический терминал (ныне — логопарк) «Осиновая Роща», складской холодильный комплекс с тем же названием, магазин «Максидом».
В 2009 году на территории, где находился военный городок, началось строительство новых жилых кварталов для военнослужащих на 16,2 тыс. чел. из 49 современных домов высотностью от 9 до 17 этажей. Жилой комплекс полностью введён в эксплуатацию, всего в нём заселено 5691 квартира.

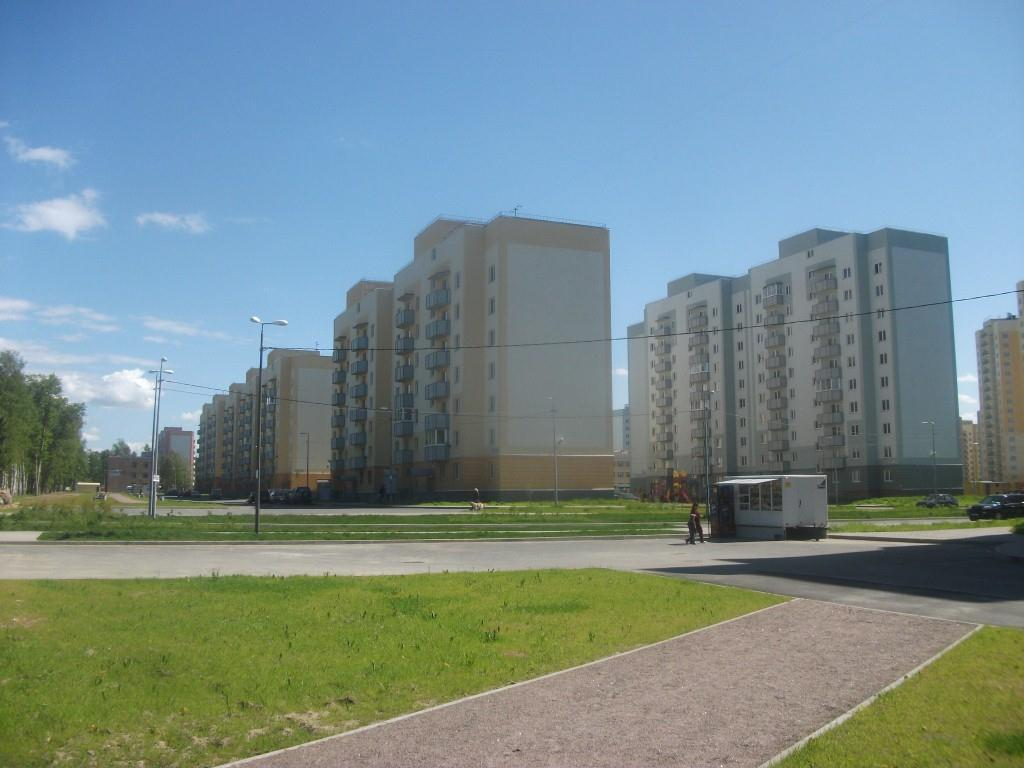
Новая часть Осиновой Рощи
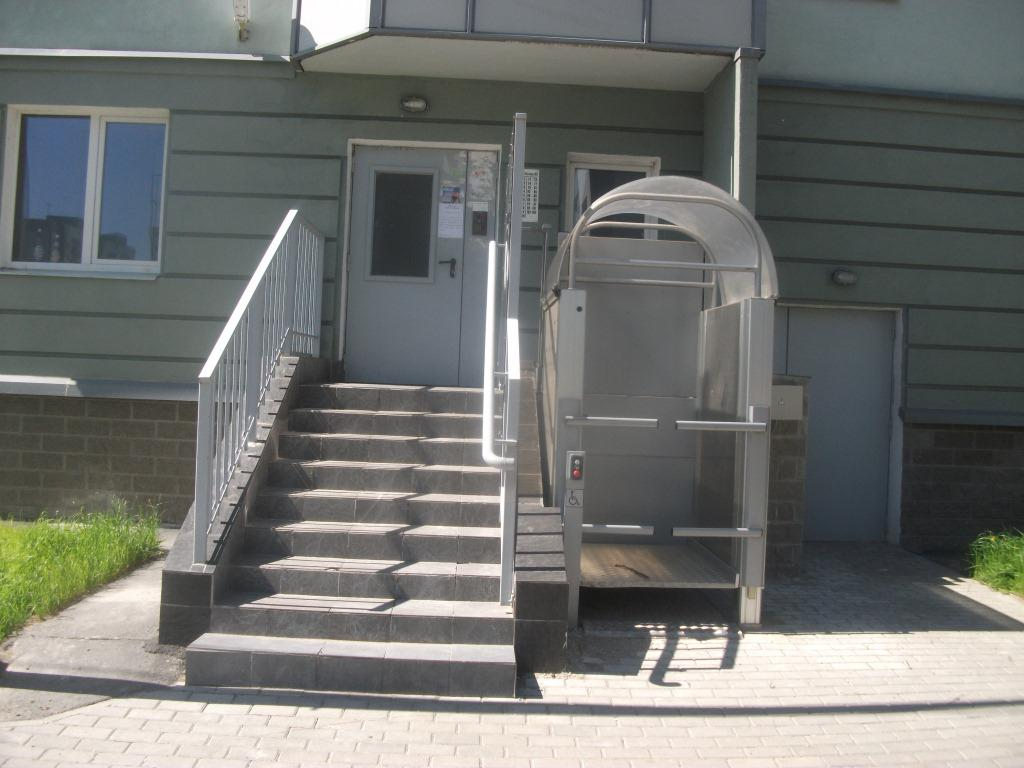
Приспособление для подъёма инвалидных колясок в новых домах Осиновой Рощи
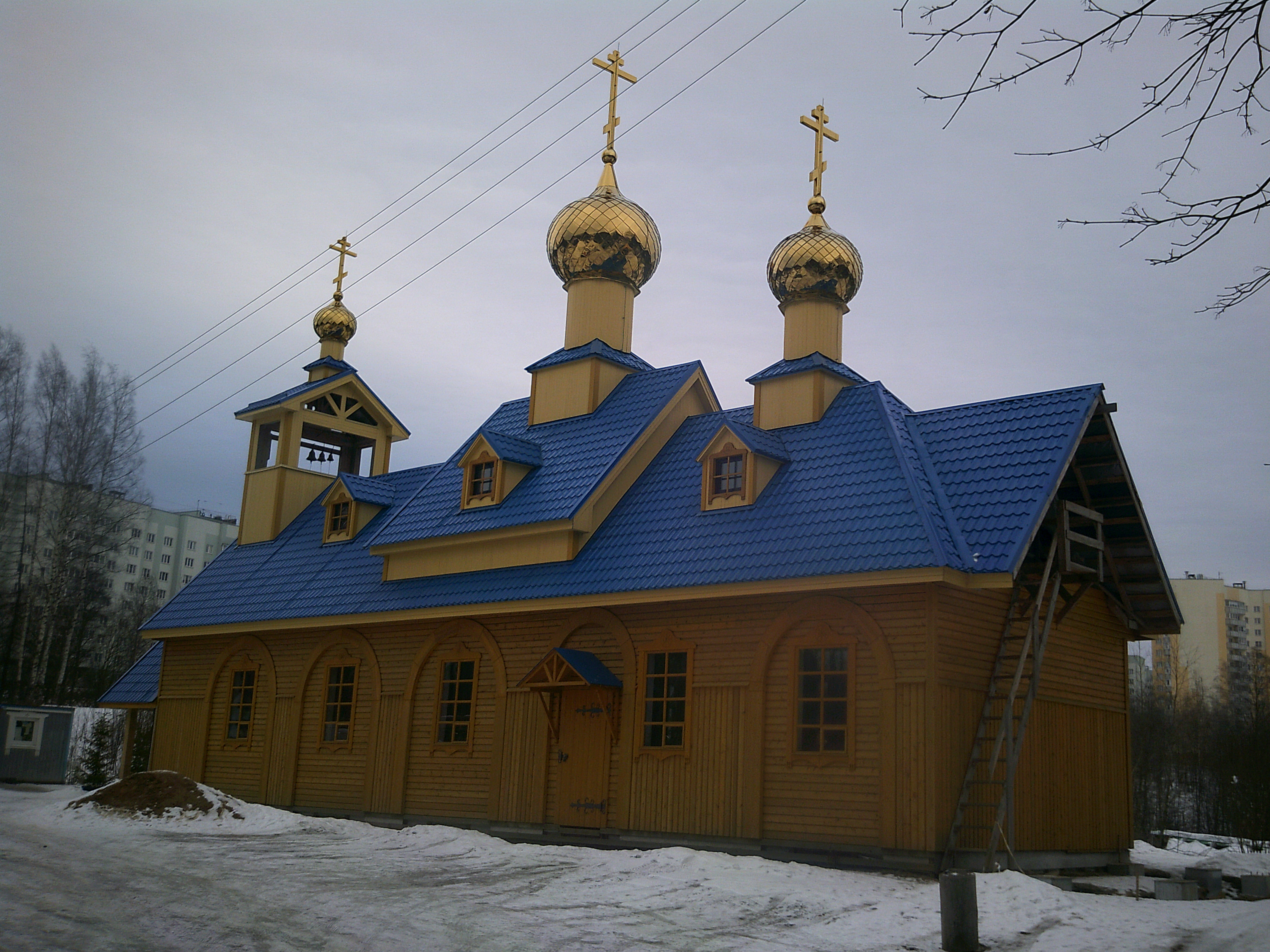
Церковь св. Василия Великого, Осиновая Роща

Последняя по времени ввода в эксплуатацию крупная стройка (2011 год) — торговый комплекс «Адамант».
Построена церковь святого Василия Великого.

## Альтернативные версии происхождения названия «Осиновая Роща»
В книге Г. И. Зуева «Шувалово и Озерки» со ссылкой на труд Георги И. Г. «Описание российско-императорского столичного города Санкт-Петербурга и достопамятностей оного с планом», высказывается версия о том, что правильное первоначальное название этого населённого пункта не «Осиновая», а «Осиная роща».
Поддерживается она и писателем Н. А. Синдаловским в книге «Книга Перемен. Судьбы петербургской топонимики в городском фольклоре». Есть также упоминание о том, что в XVIII веке применялось название — «Осипова Роща».
Архивными источниками обе альтернативные версии не подтверждаются, в официальных документах с начала XVIII века употреблялось название «Осиновая роща».